# سبک نقطه‌گذاری در نقاشی
سبک نقطه‌گذاری در نقاشی (حکاکی منقوط) یک تکنیک مورد استفاده برای ایجاد آهنگ موزون در چاپ یک تصویر است که با نقطه‌گذاری در اندازه‌های مختلف و همچنین تراکم نقطه‌ها در سراسر تصویر ایجاد می‌شود. الگوی روی صفحه چاپ یا در حکاکی با بیرون کشیدن نقاط با بورین حکاکی یا از طریق قلم‌زنی حکاکی ایجاد می‌شود. قبل از اینکه در اواسط قرن هجدهم به عنوان یک تکنیک متمایز توسعه یابد، بیش از دو قرن از نقطه‌نگاری به عنوان مکملی برای حکاکی و حکاکی خط معمولی استفاده می‌شد.
این تکنیک تغییرات ظریف را ممکن می‌کند و اجازه می‌دهد و به ویژه برای بازتولید نقاشی‌های گچی مناسب است.